# R3HAB
Fadil El Ghoul ('s-Hertogenbosch, 2 april 1986), beter bekend onder zijn artiestennaam R3HAB (uitgesproken als "rehab"), is een Nederlandse diskjockey en producer van Marokkaanse komaf.

## Carrière
R3HAB begon zijn carrière eind 2007. Hij produceerde het nummer "Mrkrstft" samen met Hardwell. Later werd hij gecontracteerd door Wall Recordings, de platenmaatschappij van Afrojack.
In 2010 kwam R3HAB met het nummer Get Get Down (samen met Addy van der Zwan) voor het eerst in de Tipparade. In 2012 lukte hem dit opnieuw, deze keer met Living 4 the City, in samenwerking met Shermanology. Later volgden er nog drie tipparade-noteringen: Freak met Quintino, Get Up met Ciara en Revolution met NERVO en Ummet Ozcan. In 2019 pakte hij zijn grootste hit met All around the world (La La La).

## Discografie

### Hitnoteringen
| Single met eventuele hitnotering(en) in de Nederlandse Top 40 | Datum van verschijnen | Datum van binnenkomst | Hoogste positie | Aantal weken | Opmerkingen                                                |
| ------------------------------------------------------------- | --------------------- | --------------------- | --------------- | ------------ | ---------------------------------------------------------- |
| Get Get Down                                                  | 2009                  | 26-12-2009            | tip10           | 6            | met Addy van der Zwan Nr. 68 in Nederlandse Single Top 100 |
| Living for the City                                           | 2012                  | 08-12-2012            | tip6            | 8            | met Shermanology                                           |
| Revolution                                                    | 2013                  | 18-01-2014            | tip 15          | 6            | met Ummet Ozcan & NERVO                                    |
| Get Up (KSHMR Remix)                                          | 2016                  | 20-02-2016            | tip18           | 4            | met Ciara                                                  |
| Freak                                                         | 2016                  | 30-04-2016            | tip3            | 6            | Met Quintino Nr. 63 in Nederlandse Single Top 100          |
| Rumors                                                        | 2018                  | 01-09-2018            | tip5            | -            | met Sofia Carson                                           |
| All Around the World (La La La)                               | 2019                  | 13-07-2019            | 6               | 16           | met A Touch of Class                                       |
| Flames                                                        | 2019                  | 16-11-2019            | tip2            | -            | met Zayn Malik & Jungleboi                                 |
| Pues                                                          | 2021                  | 01-05-2021            | tip25           | -            | met Luis Fonsi & Sean Paul                                 |
| Most People                                                   | 2021                  | 18-12-2021            | tip22           | -            | met Lukas Graham                                           |
| Call Me                                                       | 14-01-2022            | 05-02-2022            | 40              | 1            | met Gabry Ponte & Timmy Trumpet                            |
| Rock My Body                                                  | 2023                  | 09-06-2023            | 9               | 17           | met Inna & Sash!                                           |
| Believe (Shooting Stars)                                      | 2024                  | 09-11-2024            | 26              | 8            | met Mufasa & Hypeman en Rani                               |

| Single met hitnotering(en) in de Vlaamse Ultratop 50 | Datum van verschijnen | Datum van binnenkomst | Hoogste positie | Aantal weken | Opmerkingen                  |
| ---------------------------------------------------- | --------------------- | --------------------- | --------------- | ------------ | ---------------------------- |
| Revolution                                           | 2013                  | 28-12-2013            | tip26           | -            | met Ummet Ozcan & NERVO      |
| Flashlight                                           | 2014                  | 19-04-2014            | tip54           | -            | met Deorro                   |
| Ready for the Weekend                                | 2014                  | 06-09-2014            | tip56           | -            | met NERVO & Ayah Marar       |
| Won't Stop Rockin'                                   | 2016                  | 02-01-2016            | tip             | -            | met Headhunterz              |
| Get Up                                               | 2016                  | 20-02-2016            | tip             | -            | met Ciara                    |
| Freak                                                | 2016                  | 07-05-2016            | tip             | -            | met Quintino                 |
| I Just Can't                                         | 2017                  | 14-10-2017            | tip             | -            | met Quintino                 |
| Up All Night                                         | 2018                  | 17-11-2018            | tip             | -            | met MOTi & Fiora             |
| Bad!                                                 | 2019                  | 26-01-2019            | tip             | -            |                              |
| All Around the World (La La La)                      | 2019                  | 03-08-2019            | 11              | 19           | met A Touch of Class         |
| All Comes Back to You                                | 2019                  | 02-11-2019            | tip             | -            |                              |
| Flames                                               | 2019                  | 30-11-2019            | tip             | -            | met Zayn & Jungleboi         |
| More Than OK                                         | 2020                  | 29-02-2020            | tip             | -            | met Clara Mae & Frank Walker |
| Bésame (I Need You)                                  | 2020                  | 13-06-2020            | tip             | -            | met Tini & Reik              |
| Rock My Body                                         | 2023                  | 26-08-2023            | 38              | 2            | met Inna & Sash!             |

- International Standard Name Identifier: 0000 0004 0760 6611
- Library of Congress Control Number: no2017071342
- MusicBrainz: eb0fbe2c-6eb7-40bc-900b-3e056c158125
- Virtual International Authority File: 315092119

Gijs Alkemade · 
Alok · 
Claptone · 
Hielke Boersma · 
Max Bolhuis · 
Thomas van Empelen · 
Sam Feldt · 
Fedde le Grand · 
Jochem Hamerling · 
Lars van Heeswijk · 
Oliver Heldens · 
Anoûl Hendriks · 
James Hype · 
Eelke Kleijn ·  
Julia Maan · 
Mau P · 
R3hab · 
Nicky Romero · 
Franky Rizardo · 
Erik-Jan Rosendahl · 
Raoul Schram · 
Secret Cinema · 
Solardo · 
Dimitri Vegas & Like Mike · 
Vintage Culture · 
Joris Voorn · 
Jarno van der Wielen · 
Mike Williams · 
Olivier Weiter · 
Patrick Wolda

lijst van huidige en voormalige dj's van SLAM!